# Articulació (anatomia)
En anatomia, una articulació, dita popularment plegador o jugament, és la totalitat de les estructures que intervenen en la unió de dos o més ossos. La part de l'anatomia que s'encarrega de l'estudi de les articulacions és l'artrologia. Morfològicament, els diferents tipus d'articulacions es classifiquen segons el teixit que les uneix: fibroses, cartilaginoses o sinovials. Fisiològicament, el cos humà té diversos tipus d'articulacions, com la sinartrosi (no mòbil), símfisi (amb moviment monoaxial) i diartrosi (major amplitud o complexitat de moviment).

## Introducció
El cos de l'adult humà està format per 206 ossos aproximadament, que són rígids i ens serveixen per a protegir els òrgans tous del nostre organisme. Els ossos estan formats en la seva major part per calci, i al seu torn ajuden a l'equilibri d'aquest (homeòstasi). Els ossos formen l'esquelet, el qual es divideix en dos: 
- Esquelet axial: format pel cap, coll, tòrax, abdomen i pelvis.
- Esquelet apendicular: format per ossos, músculs i elements vasculonerviosos dels membres superiors i inferiors. Els ossos són afectats per diverses malalties, igual que els músculs.

Els músculs són caracteritzats per la seva capacitat per a contreure's, en general en resposta a un estímul nerviós. La unitat bàsica de tot múscul és la miofibril·la, estructura filiforme molt petita formada per proteïnes complexes. Les articulacions són zones d'unió entre els ossos o cartílags de l'esquelet i es poden classificar sobre la base de diversos criteris, com la seva estructura o la seva funció.

## Classificació estructural
Les articulacions es poden classificar segons el teixit del qual estiguin formades, com es mostra a continuació.

### Sinovials

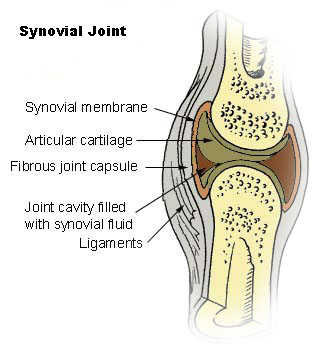
Il·lustració d'una articulació sinovial.

Les articulacions sinovials estan embolicades per una coberta lliscant anomenada "sinovia". Permeten realitzar una àmplia gamma de moviments. Les sinovials al seu torn es divideixen en subarticulacions:
- Trocleartrosi o articulacions frontissa: els moviments ens permeten inclinar-nos i alçar-nos, és a dir, fer moviments de frontissa. Són exemples d'aquest tipus d'articulació el colze, el genoll i els artells.
- Articulacions lliscants o artròdies: ens permeten realitzar moviments en totes direccions, pel fet que les superfícies òssies oposades són planes o lleugerament corbades. Per exemple, els ossos de la columna, el canell i els tars
- Articulacions pivotants o trocoides: totes les pivotants són tipus especials d'articulacions de frontissa i es caracteritzen per girar entorn d'un eix. Per exemple, l'articulació del coll, de la base del crani. La pivotant del coll permet voltejar el cap.
- Articulacions esfèriques o enartrosis: tenen forma de bola i receptacle i es caracteritzen pel lliure moviment en qualsevol direcció, com per exemple, el maluc i el muscle.
- Articulacions en "cadira de muntar": reben el seu nom, perquè la seva forma és similar a la d'una cadira de muntar. N'és un exemple, l'articulació entre el primer metacarpià i l'os del carp.

### Fibroses
Les articulacions fibroses no tenen sinòvia i els ossos estan units per un teixit resistent i fibrós que els permet molt poc o cap moviment. A manera d'exemple cal citar les articulacions de l'esquena, les del sacre, les del crani, algunes del turmell i les de la pelvis. Les articulacions de la columna no són del tot immòbils, ja que són prou flexibles com per a permetre algun moviment i mantenir el seu paper de suport de la columna vertebral.

### Cartilaginoses

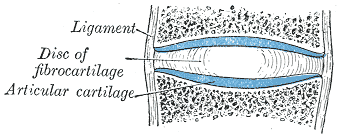
Representació d'un disc intervertebral, un dels tipus d'articulació cartilaginosa.

Aquest tipus d'articulacions es formen entre l'os i el cartílag, i, degut al fet que el cartílag és flexible, realitzen moviments sense necessitat de la sinovia. Exemples d'aquest tipus d'articulacions cap destacar les existents entre les costelles i l'estèrnum i en els discs intervertebrals de la columna vertebral. Es classifiquen en: 
- Símfisi: les superfícies articulars romanen unides per teixit fibrocartilaginós.
- Sincondrosi: superfícies articulessis s'uneixen per cartílag hialí.

## Classificació funcional
Les articulacions també poden ser classificades funcionalment, segons el grau de mobilitat que permetin realitzar.

### Diartrosi o articulacions mòbils
El terme diartrosi procedeix del grec dia, separació, i arthron, articulació. Són les més nombroses a l'esquelet. Es caracteritzen per la diversitat i amplitud dels moviments que permeten als ossos. Posseeixen cartílag articular o de revestiment en ambdues parts de l'articulació. Un exemple típic de diartrosis és l'articulació glenohumeral, l'articulació que uneix l'húmer amb l'escàpula. En el contorn de la cavitat glenoide es troba el rodet marginal o rodet glenoidal. Les dues superfícies articulars estan unides per la càpsula que es fixa al voltant de la cavitat glenoide de l'escàpula i del coll anatòmic de l'húmer. La càpsula està reforçada exteriorment per lligaments extracapsulars i interiorment està entapissada per la sinovial.
Els moviments varien segons el tipus de diartrosi: 
- Enartrosi: les superfícies articulars que intervenen són esfèriques, una còncava i una convexa. Realitzen tots els moviments possibles en l'espai, com per exemple l'articulació glenohumeral i la coxofemoral (maluc).
- Condilartrosi: les superfícies articulessis són allargades, una convexa i una còncava. Efectuen tots els moviments possibles excepte el de rotació.
- Trocleartrosi: les superfícies articulessis són una corriola o tròclea i dues caretes separades per una cresta. Executen els moviments de flexió i extensió. Per exemple, l'articulació del colze.
- Punta recíproca: les superfícies articulessis són una còncava i altra convexa, que encaixen perfectament. Menys la rotació, realitzen tots els moviments, però amb poca amplitud.
- Trocoide: les superfícies articulars són un eix ossi i un anell osteofibrós. Posseeixen un moviment de rotació.
- Artròdia: les superfícies articulars són dues caretes planes.

### Amfiartrosi
Aquest tipus d'articulacions es mantenen unides per un cartílag elàstic i presenten una mobilitat escassa, com la unió dels ossos del pubis (símfisi del pubis), que durant el part fa un moviment molt ampli, i l'articulació entre els cossos de vèrtebres adjacents. Podem diferenciar dos tipus: 
- Amfiartrosi veritables: inclouen les articulacions dels cossos vertebrals, la sacrococcígia i la sacrovertebral.
- Diartroanfiartrosi: subtipus d'articulació les característiques de la qual li col·loquen entre les diartrosis i les amfiartrosis a causa de la seva possibilitat de presentar una cavitat articular dintre del lligament interossi, com l'articulació del pubis, la sacroilíaca i l'esternal superior.

### Sinartrosi
Aquestes articulacions es mantenen unides pel creixement de l'os, o per un cartílag fibrós resistent. Són articulacions rígides, sense mobilitat, com les que uneixen els ossos del crani, o amb una mobilitat molt limitada, com la unió distal entre cúbit i radi. Se subdivideixen al seu torn en diversos tipus: 
- Sincondrosis: el teixit que serveix d'unió a l'articulació és cartilaginós, com en les articulacions esfenooccipital, petroestiloidal i vómeroetinoidal.
- Sinfibrosi: el teixit que serveix d'unió a l'articulació és fibrós. La forma de la vora d'unió de l'articulació permet subdividir aquest tipus en altres tres: 
  - sinfibrosi dentada: vores dentades, com s'observen en les articulacions frontoparietal, biparietal i parietooccipital.
  - sinfibrosi escamosa: vores en bisell, com s'observen a l'articulació parietotemporal.
  - sinfibrosi harmònica: vores rugosos, com s'observen a les articulacions nasonasal, nasomaxil·lar i unguimaxil·lar.
  - gonfosi: Inserció de la dent a la mandíbula al maxil·lar.